# Новадон
Новадо́н, такж. встреч. вариант Навада́н (узб. Novadon) — арык в Самарканде, Узбекистан. Протекает через город с севера на юг.
Новадон является одним из древнейших водных источников Самарканда, упоминающийся в том числе в труде «Самария» самаркандского учёного и историка — Абу Тахирходжи Самарканди, жившего в XIX веке. По историческим данным, в IV-V веках до н. э, выведенный из системы Новадона небольшой арык был подключен к ирригационной системе древнего города Афрасиаб. В древние и средние века арык был известен под названием Чокардиза́. В те времена через Чокардизу питался другой арык — Джу́йи Арзи́з, который также протекал по территории города.